# Agrias aurantiaca
Agrias aurantiaca är en fjärilsart som beskrevs av Hans Fruhstorfer 1887. Agrias aurantiaca ingår i släktet Agrias och familjen praktfjärilar. Inga underarter finns listade i Catalogue of Life.